# Lonchophylla thomasi
Lonchophylla thomasi är en fladdermusart som beskrevs av J. A. Allen 1904. Lonchophylla thomasi ingår i släktet Lonchophylla och familjen bladnäsor. IUCN kategoriserar arten globalt som livskraftig. Inga underarter finns listade i Catalogue of Life.

## Utseende
Denna fladdermus är 45 till 60 mm lång (huvud och bål) och har en 8 till 10 mm lång svans. Vikten varierar mellan 6 och 14 g. Arten har mörkbrun till rödbrun päls på ryggen och ljusare päls på undersidan. Liksom hos andra medlemmar av samma släkte förekommer en spjutformig hudflik (blad) på näsan. Lonchophylla thomasi har en långsträckt nos och en lång tunga med papiller på spetsen. Öronen är ganska korta.

## Utbredning och habitat
Arten förekommer i södra Panama och i norra Sydamerika söderut till centrala Brasilien och centrala Bolivia. Den vistas i låglandet och i låga bergstrakter upp till 850 meter över havet. I Peru hittades den bara öster om Anderna. Habitatet utgörs främst av tropiska städsegröna skogar. Lonchophylla thomasi kan anpassa sig till landskap som förändrades av människan.

## Ekologi
Individerna vilar i trädens håligheter och i grottor. De bildar där mindre flockar. Arten äter nektar och insekter samt frukter och pollen. Allmänt antas att levnadssättet är lika som hos andra nektarätande bladnäsor.